# Клейтон (селище, Нью-Йорк)
Клейтон (англ. Clayton) — селище (англ. village) в США, в окрузі Джефферсон штату Нью-Йорк. Населення — 1705 осіб (2020).

## Географія
Клейтон розташований за координатами 44°14′15″ пн. ш. 76°4′58″ зх. д. / 44.23750° пн. ш. 76.08278° зх. д. (44.237487, -76.082734).  За даними Бюро перепису населення США в 2010 році селище мало площу 6,70 км², з яких 4,18 км² — суходіл та 2,52 км² — водойми.

## Демографія
Згідно з переписом 2010 року, у селищі мешкало 1978 осіб у 886 домогосподарствах у складі 524 родин. Густота населення становила 295 осіб/км².  Було 1147 помешкань (171/км²).
Расовий склад населення:
| - 95,6 % — білих - 1,7 % — чорних або афроамериканців - 0,5 % — корінних американців - 0,3 % — азіатів - 1,0 % — осіб інших рас |

До двох чи більше рас належало 1,1 %. Частка іспаномовних становила 2,9 % від усіх жителів.
За віковим діапазоном населення розподілялося таким чином: 23,2 % — особи молодші 18 років, 59,3 % — особи у віці 18—64 років, 17,5 % — особи у віці 65 років та старші. Медіана віку мешканця становила 38,1 року. На 100 осіб жіночої статі у селищі припадало 84,5 чоловіків;  на 100 жінок у віці від 18 років та старших — 85,2 чоловіків також старших 18 років.
Середній дохід на одне домашнє господарство  становив 62 156 доларів США (медіана — 50 049), а середній дохід на одну сім'ю — 79 169 доларів (медіана — 62 841). Медіана доходів становила 47 039 доларів для чоловіків та 38 542 долари для жінок. За межею бідності перебувало 11,5 % осіб, у тому числі 15,7 % дітей у віці до 18 років та 8,3 % осіб у віці 65 років та старших.
Цивільне працевлаштоване населення становило 902 особи. Основні галузі зайнятості: освіта, охорона здоров'я та соціальна допомога — 20,5 %, мистецтво, розваги та відпочинок — 15,3 %, публічна адміністрація — 11,5 %, роздрібна торгівля — 9,6 %.